# Telestereoscopio
El telestereoscopio es un aparato inventado por Hermann von Helmholtz cuya finalidad era obtener vistas estereoscópicas de objetos lejanos, algo así como un telescopio capaz de ofrecer una sensación tridimensional. Fue presentado en una conferencia en 1857 en la Sociedad del Bajo Rin para la naturaleza y la medicina (Niederrheinischen Gesellschaft für Natur- und Heilkunde).

## Funcionamiento
Para obtener la impresión de profundidad, el telestereoscopio recurre a un juego de espejos y prismas y a la percepción visual del ser humano de tal forma que, la luz recogida por dos grandes espejos separados entre sí y conducida al juego de prismas conectados a dos pequeños periscopios, hace que, a modo de gigantescos “ojos” separados considerablemente, los paisajes que se observen parezcan estar en relieve.

## Curiosidades
Los prismáticos derivan de este invento.